# 鮎河ナオミ
鮎河 ナオミ（あゆかわ なおみ、1982年1月8日 - ）は、日本の女性ファッションモデル、タレント。
アメリカ合衆国テキサス州出生。神奈川県出身。

## 略歴
父親がアメリカ人で、母親が日本人。アメリカ合衆国テキサス州に生まれ、5歳の時に神奈川県に移住。アメリカンスクールに通い、英語が堪能。
小学校6年（当時11歳）の時にスカウトされ、1996年に10代向けファッション雑誌『プチセブン』の専属モデルとしてデビュー。当時は鮎川 なおみ（あゆかわ なおみ）名義。1997年から1999年までユニチカ第10代マスコットガール（同社水着キャンペーンモデルとの統合前では最後）を務めた。また1998年には「フジテレビビジュアルクイーン・オブ・ザ・イヤー'98」にも選ばれている。
その後は鮎河 ナオミ名義で、モデルのほか、女優やスポーツ番組リポーターなどの活動を行なっている。
2019年現在はハワイ在住で、ハワイのモデル事務所「Lino Model Agency」に所属しモデル業を続けている。

## 人物
6歳の時にマイケル・ジャクソンの東京ドーム公演（Bad World Tour）を観覧した際、関係者から『BAD』のサイン入りカセットテープを貰った思い出がある。
2013年末に結婚。
2022年に再婚。2023年10月に第1子女児を出産した。

## 作品

### 映像作品
- RHYTHM（1998年8月19日、ポニーキャニオン） - PCVC-10724、VHS。

## 出演

### テレビドラマ
- 39歳の秋 （1998年、TBS） - 長谷川奈々役
- 金曜エンタテイメント『真相』 （1998年、フジテレビ） - 小森恵美 役
- あぶない放課後 （1999年4月-6月、テレビ朝日） - 木村ちはる役
- シンデレラは眠らない （2000年、読売テレビ） - 山田塔子役
- 伝説の教師 （2000年、日本テレビ） - 由香里役
- ココだけの話「背後の女」（2001年、テレビ朝日） - 美佳役
- 月曜ゴールデン『財務捜査官 雨宮瑠璃子6』（2011年、TBS） - 相沢友香 役
- 激流～私を憶えていますか?～　第5話（2013年、NHK）

### バラエティ番組
- 激走!GT（2003年4月 - 2004年3月、テレビ東京） - 激Gリポーター
- 週刊!健康カレンダー カラダのキモチ（2008年7月13日 - 、CBCテレビ） - カラダのキモチ調査隊
- シンボルず（テレビ東京） - 秘書（オープニングに登場）
- スポーツうるぐす（日本テレビ）
- NBAまにあ（TBS）- リポーター、通訳
- フェス・岩尾（2011年12月4日 - 、TOKYO MX）

### ラジオ番組
- オールナイトニッポン（ニッポン放送、1998年9月2日）
- Jam the WORLD（J-WAVE、2007年 - 2009年） - 月曜日レギュラー
- ON8（bayfm、2011年10月 - 2013年3月） - 水曜日担当DJ
- Samantha Thavasa PINK & GOLD（J-Wave）
- Music Goes On（bayfm）

### CM
- 日本マクドナルド チキンカツバーガー〝喝〟 篇（1999年）
- 資生堂 海と太陽の恵み ボディソープ（1999年）
- 資生堂 AQUAIR 薬用Cパック美白ウォーター（2000年）
- チバビジョン『FOCUS』（2000年）
- ハウス食品 iチップス（2000年）
- ハウス食品 チャットタイム（2001年）
- PIZZA-LA『ピザーラキング篇』『エビマヨ篇』『ローズマリーポテト篇』『スーパーイタリアーナ篇』（2002年）
- ライフカード『カードの切り方が人生だ 海外出張篇』（2005年）
- トヨタ自動車 ラクティス
- ジョンソン・エンド・ジョンソン ワンデーアキュビュー モイスト
- 丸井 水着
- エバラ食品 お肉と野菜のタレドレ 『ワルツ篇』『魔法の調味料篇』
- サントリー -196℃
- カルビー ポテリッチ（2006年）
- ケンタッキーフライドチキン 1000円パック CA突進篇
- 花王 ケープ（2007年）
- ユニリーバ 「LUX」(2013年)
- DHC 「薬用Q 黄金エイジ」篇（2014年）

## 書籍

### 写真集
- Sweet BOX（1999年3月、ワニブックス）
- naomi24-7（2003年9月12日、竹書房）

### 雑誌
- 小学館「プチセブン」（1996年）専属モデル
- 小学館「CanCam」（2000年 - 2004年）専属モデル
- 主婦の友社「ef」（2005年 - ）表紙モデル
- 光文社 「CLASSY」
- 講談社 「Style」
- 集英社 「MORE」
- 光文社 「VERY」
- ワールド 「RUNA」表紙モデル